# Nikos Liberopoulos
Nikolaos "Nikos" Liberopoulos (în greacă Νίκος Λυμπερόπουλος; n. 4 august 1975, Filiatra, Peloponez, Grecia de Vest și Insulele Ionice⁠(d), Grecia) este un fost fotbalist internațional grec, care juca pe postul de atacant.

## Statistici

### Club
|               |                     |                  | Campionat | Campionat | Cupă         | Cupă         | Continental | Continental | Total   | Total  |
| Sezon         | Club                | Campionat        | Meciuri   | Goluri    | Meciuri      | Goluri       | Meciuri     | Goluri      | Meciuri | Goluri |
| Grecia        | Grecia              | Grecia           | Campionat | Campionat | Cupa Greciei | Cupa Greciei | Europa      | Europa      | Total   | Total  |
| ------------- | ------------------- | ---------------- | --------- | --------- | ------------ | ------------ | ----------- | ----------- | ------- | ------ |
| 1991–94       | Erani Filiatron     | Delta Ethniki    | 53        | 33        | -            | -            | -           | -           | 53      | 33     |
| 1991–94       | Kalamata            | Beta Ethniki     | 21        | 5         | 2            | 0            | 0           | 0           | 23      | 5      |
| 1994–95       | Kalamata            | Beta Ethniki     | 27        | 4         | 4            | 2            | 0           | 0           | 31      | 6      |
| 1995–96       | Kalamata            | Alpha Ethniki    | 30        | 11        | 4            | 2            | 0           | 0           | 34      | 13     |
| 1996–97       | Panathinaikos       | Alpha Ethniki    | 32        | 7         | 6            | 2            | 0           | 0           | 38      | 9      |
| 1997–98       | Panathinaikos       | Alpha Ethniki    | 27        | 2         | 4            | 1            | 0           | 0           | 31      | 3      |
| 1998–99       | Panathinaikos       | Alpha Ethniki    | 31        | 13        | 5            | 2            | 0           | 0           | 36      | 15     |
| 1999–00       | Panathinaikos       | Alpha Ethniki    | 26        | 23        | 4            | 3            | 0           | 0           | 30      | 26     |
| 2000–01       | Panathinaikos       | Alpha Ethniki    | 26        | 11        | 6            | 3            | 7           | 0           | 39      | 14     |
| 2001–02       | Panathinaikos       | Alpha Ethniki    | 17        | 0         | 3            | 1            | 8           | 1           | 28      | 2      |
| 2002–03       | Panathinaikos       | Alpha Ethniki    | 27        | 16        | 4            | 2            | 1           | 0           | 32      | 18     |
| 2003–04       | AEK Atena           | Alpha Ethniki    | 27        | 13        | 7            | 3            | 6           | 1           | 40      | 17     |
| 2004–05       | AEK Atena           | Alpha Ethniki    | 28        | 9         | 9            | 3            | 6           | 1           | 43      | 13     |
| 2005–06       | AEK Atena           | Alpha Ethniki    | 27        | 14        | 5            | 2            | 2           | 0           | 34      | 16     |
| 2006–07       | AEK Atena           | Superliga Greacă | 29        | 18        | 1            | 0            | 9           | 2           | 39      | 20     |
| 2007–08       | AEK Atena           | Superliga Greacă | 30        | 13        | 1            | 0            | 8           | 0           | 39      | 13     |
| Germany       | Germany             | Germany          | Campionat | Campionat | DFB-Pokal    | DFB-Pokal    | Europe      | Europe      | Total   | Total  |
| 2008–09       | Eintracht Frankfurt | Bundesliga       | 29        | 9         | 2            | 1            | 0           | 0           | 31      | 10     |
| 2009–10       | Eintracht Frankfurt | Bundesliga       | 21        | 1         | 3            | 2            | 0           | 0           | 24      | 3      |
| Grecia        | Grecia              | Grecia           | Campionat | Campionat | Cupa Greciei | Cupa Greciei | Europa      | Europa      | Total   | Total  |
| 2010–11       | AEK Atena           | Superliga Greacă | 23        | 7         | 6            | 3            | 5           | 2           | 34      | 12     |
| 2011–12       | AEK Atena           | Superliga Greacă | 30        | 10        | 1            | 0            | 4           | 0           | 35      | 10     |
| Total         | Grecia              | Grecia           | 511       | 209       | 72           | 29           | 88          | 17          | 671     | 255    |
| Total         | Germania            | Germania         | 50        | 10        | 5            | 3            | 0           | 0           | 55      | 13     |
| Total carieră | Total carieră       | Total carieră    | 561       | 219       | 77           | 32           | 88          | 17          | 726     | 268    |

### Internațional
Actualizat: 22 iunie 2012
Sursă: Nikos Liberopoulos pe site-ul National-Football-Teams.com

| Grecia | Grecia  | Grecia |
| An     | Meciuri | Goluri |
| ------ | ------- | ------ |
| 1996   | 03      | 00     |
| 1998   | 03      | 01     |
| 1999   | 14      | 04     |
| 2000   | 09      | 02     |
| 2001   | 07      | 01     |
| 2002   | 02      | 00     |
| 2003   | 01      | 00     |
| 2005   | 04      | 01     |
| 2006   | 05      | 01     |
| 2007   | 07      | 02     |
| 2008   | 10      | 01     |
| 2009   | 02      | 00     |
| 2011   | 07      | 00     |
| 2012   | 02      | 00     |
| Total  | 76      | 13     |

## Goluri internaționale
| #  | Dată              | Stadion                                     | Adversar              | Scor | Rezultat | Competiție                                             |
| -- | ----------------- | ------------------------------------------- | --------------------- | ---- | -------- | ------------------------------------------------------ |
| 01 | 14 octombrie 1998 | Stadionul Olimpic din Atena, Atena, Grecia  | Georgia               | 2–0  | 3–0      | Preliminariile Campionatului European de Fotbal 2000   |
| 02 | 18 august 1999    | Stadionul Kavala, Kavala, Grecia            | El Salvador           | 1–0  | 3–1      | Meci amical                                            |
| 03 | 18 august 1999    | Stadionul Kavala, Kavala, Grecia            | El Salvador           | 2–1  | 3–1      | Meci amical                                            |
| 04 | 20 august 1999    | Stadionul Kavala, Kavala, Grecia            | El Salvador           | 2–0  | 3–0      | Meci amical                                            |
| 05 | 18 decembrie 1999 | Stadionul Trikala, Trikala, Grecia          | Estonia               | 2–2  | 2–2      | Meci amical                                            |
| 06 | 3 iunie 2000      | Stadionul Steaua (1974), București, România | România               | 2–1  | 2–1      | Meci amical                                            |
| 07 | 7 octombrie 2000  | Stadionul Olimpic din Atena, Atena, Grecia  | Finlanda              | 1–0  | 1–0      | Calificările pentru Campionatul Mondial de Fotbal 2002 |
| 08 | 14 noiembrie 2001 | Atena, Grecia                               | Cipru                 | 1–1  | 1–2      | Meci amical                                            |
| 09 | 7 septembrie 2005 | Almaty Central Stadium, Almatî, Kazakhstan  | Kazahstan             | 1–2  | 1–2      | Calificările pentru Campionatul Mondial de Fotbal 2006 |
| 10 | 2 septembrie 2006 | Stadionul Zimbru, Chișinău, Moldova         | Republica Moldova     | 0–1  | 0–1      | Preliminariile Campionatului European de Fotbal 2008   |
| 11 | 6 iunie 2007      | Stadionul Pankritio, Heraklion, Grecia      | Republica Moldova     | 2–1  | 2–1      | Preliminariile Campionatului European de Fotbal 2008   |
| 12 | 13 octombrie 2007 | Stadionul Olimpic din Atena, Atena, Grecia  | Bosnia și Herțegovina | 3–1  | 3–2      | Preliminariile Campionatului European de Fotbal 2008   |
| 13 | 24 mai 2008       | Stadionul Ferenc Puskás, Budapesta, Ungaria | Ungaria               | 3–2  | 3–2      | Meci amical                                            |

## Palmares
AEK Atena
- Cupa Greciei: 1

2011
Individual
- Greek Young Footballer of the year: 1

1996
- Greek Footballer of the year: 3

2000, 2006, 2007
- Greek Super League top scorer: 2

2003, 2007